# Freeway of Love
Freeway of Love è una canzone pubblicata come primo singolo estratto dall'album di Aretha Franklin del 1985 Who's Zoomin' Who?. Il singolo si rivelò un ottimo successo negli Stati Uniti, dove raggiunse la terza posizione della Billboard Hot 100 e la prima della Hot R&B Singles per cinque settimane (dal 27 luglio 1985 al 24 agosto 1985). Una versione remix del brano inoltre raggiunse la vetta della classifica Hot Dance Music/Club Play. Il brano vinse un grammy award come migliore interpretazione R&B femminile.

## Tracce
1. Freeway of Love
2. Until You Say You Love Me

## Classifiche
| Classifica (1985)                | Posizione più alta |
| -------------------------------- | ------------------ |
| U.S. Billboard Hot 100           | 3                  |
| U.S. Billboard Hot Black Singles | 1                  |
| Regno Unito                      | 68                 |
| Paesi Bassi                      | 31                 |